# Северинівська сільська рада (Сумський район)
Севери́нівська сільська́ ра́да — колишній орган місцевого самоврядування в Сумському районі Сумської області. Адміністративний центр — село Северинівка.

## Загальні відомості
- Населення ради: 1 519 осіб (станом на 2001 рік)

## Населені пункти
Сільській раді підпорядковані населені пункти:
- с. Северинівка
- с. Васюківщина
- с. Вербове
- с. Гриценкове
- с. Линтварівка
- с. Мар'ївка
- с. Над'ярне
- с. Перехрестівка
- с-ще Рогізне
- с. Склярівка
- с. Соколине
- с. Софіївка

### Колишні населені пункти
- с. Стеценкове, приєднане 1987 року до Северинівки

## Склад ради
Рада складається з 16 депутатів та голови.
- Голова ради: Северин Віра Миколаївна
- Секретар ради: Круподер Олена Володимирівна

### Керівний склад попередніх скликань
| Прізвище, ім'я, по батькові | Основні відомості                                                                           | Дата обрання | Дата звільнення |
| --------------------------- | ------------------------------------------------------------------------------------------- | ------------ | --------------- |
| Северин Віра Миколаївна     | Сільський голова, 1963 року народження, освіта вища, Всеукраїнське об'єднання «Батьківщина» | 26.03.2006   | 31.10.2010      |
| Северин Віра Миколаївна     | Сільський голова, 1963 року народження, освіта вища, позапартійна                           | 31.10.2010   |                 |

Примітка: таблиця складена за даними сайту Верховної Ради України